# Хикс, Розалинда
Розалинда Маргарет Кларисса Хикс (англ. Rosalind Margaret Clarissa Hicks; 5 августа 1919, Торки, Девон, Англия, Великобритания — 28 октября 2004, Торбей, Девон) — единственный ребёнок и наследница английской писательницы Агаты Кристи. После смерти матери в 1976 году Розалинда унаследовала значительную часть состояния, в том числе 36% акций Agatha Christie Limited. Вместе со своим вторым мужем юристом Энтони Хиксом приняла участие в подготовке «Автобиографии» Кристи, которая была издана в 1977 году. Дочь также приложила руку к разбору и структурированию записных книжек Кристи, важнейшего источника в области создания произведений «королевы детектива». Розалинда всячески старалась не допустить адаптаций, искажающих авторский замысел матери, а также появления порочащих её сведений. После её смерти ACL возглавлял её сын Мэтью, а позже внук — Джеймс Причард. 

## Биография
Розалинда Маргарет Кларисса Кристи (Rosalind Margaret Clarissa Christie) родилась 5 августа 1919 года в доме своей бабушки по материнской линии Эшфилд, в приморском курортном городке Торки, графство Девон. Там же в 1890 году родилась её мать Агата, дочь Фредерика (1846—1901) и Клариссы (урожд. Бомер; 1854—1926). Отец Розалинды, полковник в отставке Арчибальд Кристи (Archibald Christie; 1889—1962), был военным лётчиком и ветераном Первой мировой войны. В конце 1914 года её родители поженились, а когда Розалинде исполнилось семь лет, они переехали в Саннингдейл, где купили дом, назвав его «Стайлз», в честь первого детективного романа Агаты — «Загадочное происшествие в Стайлз». Через несколько месяцев, пятого апреля 1926 года, умерла бабушка Розалинды, Кларисса, что очень тяжело переживала Агата. В этот период между Арчи, работающим в лондонском Сити, и офисной машинисткой Нэнси Нил завязался роман. В августе 1926 года (в день рождения Розалинды) он сообщил Агате, что влюблён в другую. Супруги пытались несколько месяцев наладить отношения, но это им не удалось. Между ними часто возникали скандалы и росло напряжение. В декабре 1926 года, после особо крупной ссоры, Агата на одиннадцать дней исчезла из «Стайлза» в неизвестном направлении. После её обнаружения между супругами последовал скандальный бракоразводный процесс. Через два года Агата, сохранившая фамилию первого мужа, познакомилась с археологом Максом Маллованом, в супружестве с которым, начиная с 1930 года и провела оставшуюся жизнь. Агата видимо чувствовала вину перед Розалиндой, которая некоторое время обвиняла мать в разрушении семьи. Тем не менее последняя неизменно придерживалась «официальной» версии исчезновения матери. В соответствии с ней Агата, по словам дочери, «болела весь 1926 год и в какой-то травмирующий момент ночи с 3 на 4 декабря потеряла память». Бывшие супруги Кристи не поддерживали отношения кроме редкого обмена письмами. Однако их дочь Розалинда втайне от матери завязала переписку с отцом, а в 1956 году, после смерти Нэнси Нил, встретилась с ним лично.
После драматических событий Агата, любившая путешествовать и вынужденная зарабатывать на жизнь литературой, решила отдать дочь в закрытое учебное учреждение. Сначала Розалинда училась в двух британских школах-интернатах: Caledonian School и Benenden School. Считается, что впечатления от них стали прообразом школы-пансиона в романе Кристи «Кошка среди голубей» (1959). Закончила образование девушка в двух пансионах в Швейцарии, а с целью изучения языков некоторое время жила во Франции (Париж) и Германии (Мюнхен). Повзрослев, она проводила большую часть своего времени в поместье «Гринуэй хауз» (Greenway House) в Торки, которое её мать купила в 1938 году и перестроила в следующем году. Писательница неоднократно упоминала дочь в своей «Автобиографии». Так, она писала, что главная черта характера «Рози» — это «неуёмная активность»: «Она была из тех непосед, которые минуты не посидят спокойно и, вернувшись после долгого и утомительного пикника, бодро спрашивают: „До ужина ещё полчаса — что будем делать?“» В начале Второй мировой войны Розалинда вышла замуж за армейского офицера майора Хьюберта Причарда (Hubert de Burr Prichard; 1907—1944), представителя богатой семьи, который был старше её на двенадцать лет. 21 сентября 1943 года у них родился сын — Мэтью. Однако радость семьи была недолгой — Хьюберт долго числился среди пропавших без вести, а осенью 1944 года стало известно, что он погиб после открытия второго фронта во Франции. В 1949 году она снова вышла замуж — за адвоката Энтони Артура Хикса (Anthony Arthur Hicks; 1916—2005), в браке с которым прожила до своей смерти в 2004 году. По предложению мужа Розалинды, Энтони, её мать назвала свою самую успешную пьесу «Мышеловкой» (The Mousetrap). Агата вспоминала по этому поводу: «Когда выяснилось, что изначальное название, „Три слепых мышонка“, использовать нельзя, так как пьеса с таким заглавием уже имеется, мы все стали ломать голову над новым. Энтони пришёл и сразу же сказал: „Мышеловка“ — и мы тут же согласились». Тогда она не подумала, что Энтони может претендовать на часть гонорара, так как не ожидала, что пьесу ждёт такой успех. 

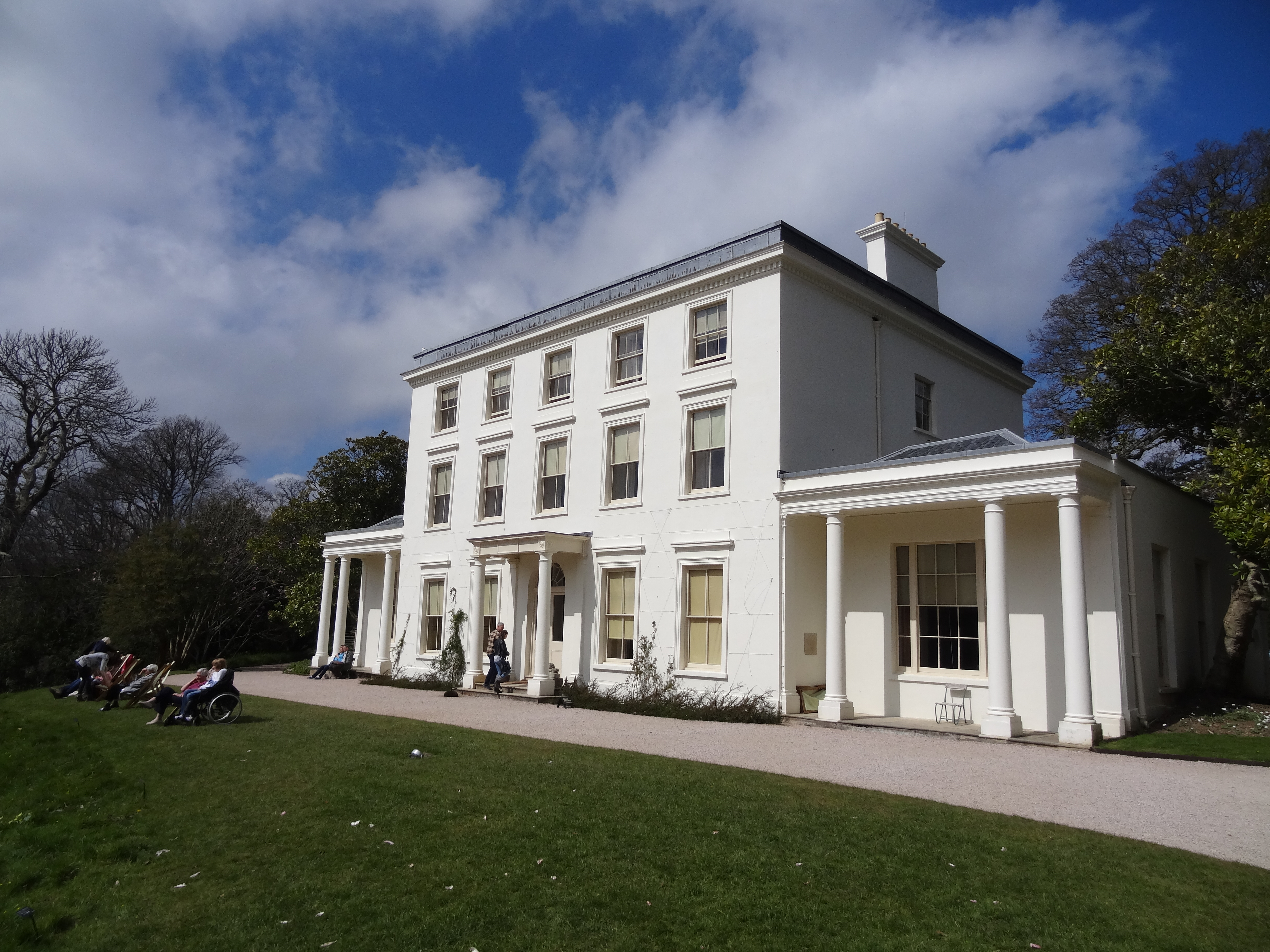
Поместье Гринуэй, где жили члены семьи Агаты Кристи

В 1959 году Агата переписала поместье Гринуэй на дочь. В 1976 году, после смерти писательницы, было оглашено её завещание согласно которому большая часть наследства была разделена между Розалиндой и Маллоуэном. Из 106 683 фунтов стерлингов, оставленных писательницей в наследство, почти всю сумму получили её муж Макс Маллоуэн и дочь Розалинда. Кроме того, последней достался такой ценнейший актив как 36% акций основанной писательницей Agatha Christie Limited, которым она владела до своей смерти. Этой компании принадлежат авторские и коммерческие права на работы Кристи, а также теле-кинофильмы, радиоспектакли, компьютерные игры — не только собственно писательницы, но и созданных на основе её произведений. Ещё в 1930—1940-е годы она написала романы, которые по её замыслу должны были завершать истории её самых прославленных сыщиков — мисс Марпл («Спящее убийство») и Эркюля Пуаро («Занавес»). Авторские права на эти книги Кристи передала своему мужу и дочери. Причём первоначально Максу был предназначен «Занавес», а «Спящее убийство» Розалинде, но позже Агата поменяла своё решение и права на них были переданы наоборот. Оригиналы этих произведений были переправлены в Нью-Йорк, где они хранились по соображениям безопасности. Обе эти книги были изданы в 1975—1976 годах. По завещанию Розалинде также были переданы права на пьесу «Дочь есть дочь». Полагая, что образ властной главной героини, осуждавшей поведение своей матери, был основан на фактах её биографии, Розалинда недолюбливала это произведение и относилась к нему без энтузиазма.
Супруги Хикс приложили руку к подготовке к печати и изданию «Автобиографии» Кристи, которая была издана в 1977 году — почти через два года после смерти писательницы. Оказать помощь в подготовке к печати намеревался и муж Кристи, но ему помешали болезнь и новый брак. Мемуары писательницы являются ценнейшим источником о её жизни, творчестве и мировоззрении, поэтому без их использования не обходится ни один биограф или исследователь литературного творчества Кристи. Дочь также занималась разбором и структурированием записных книжек Кристи, очень важного источника в отношении создания и эволюции замысла произведений «королевы детектива». Именно она установила нумерацию 73-х черновиков писательницы, которая, следует отметить, является произвольной и не придерживается хронологического принципа. Большинство записных книжек представляет собой ученические тетради Агаты и её дочери.
Дочь всячески оберегала память и наследие матери. По этому поводу американский биограф Кристи Ричард Хэк заметил: «Розалинда ревностно следила за тем, чтобы репутацию Агаты Кристи не портили некачественными изданиями и фильмами». С этой точкой зрения согласна и российский биограф писательницы Екатерина Цимбаева: «Розалинда до последних дней с яростью и активностью, которых от неё трудно было ожидать, защищала память матери от любых нападок, шла ли речь о её жизни или творчестве. Она писала статьи в газетах. Она прямо или косвенно старалась влиять на деятельность компании „Агата Кристи лимитед“. Она хранила под замком письма и записные книжки матери, если они содержали что-нибудь слишком личное».
Так, она возражала против появления биографий матери и поручила Джанет Морган написать авторизованную (официальную) биографию только в 1984 году. Другой биограф, писательница Лора Томпсон сопроводила свою работу благодарностью Розалинде и её сыну Мэтью, с которыми неоднократно встречалась. Также она противилась экранизациям, которые искажали облик произведений «королевы детектива», а также вмешательству в личную жизнь матери. Так, возражения Розалинды вызвал роман журналистки и писательницы Кэтлин Тинан «Агата» (1977), посвящённый исчезновению Агаты Кристи. Его одноимённую экранизацию осуществил британский режиссёр Майкл Эптед; в главных ролях снялись Ванесса Редгрейв (Агата Кристи), Тимоти Далтон (Арчибальд Кристи) и Дастин Хоффман (Уолли Стэнтон). По сюжету романа и фильма Кристи не смирилась с тем, что муж променял её на любовницу. Она предпринимает попытку самоубийства, намереваясь подстроить всё так, чтобы подозрение пало на её соперницу. Однако в самый последний момент Агата отказывается от своего плана и решает дать своё согласие на развод. В 1977 году Розалинда написала в «Таймс»: «Хочу воспользоваться случаем, чтобы сказать, что этот фильм, сделанный без консультаций с кем бы то ни было из представителей семей моих родителей, противоречит нашим желаниям и вызовет у нас большое огорчение». В 1978 году Розалинда, а также Фонд Агаты Кристи подали иски о запрете демонстрации картины, но федеральный судья отказал в этом. По словам Хэка, безуспешное противодействие выходу картины привело к тому, что Розалинда окончательно разочаровалась  в поведении продюсеров для которых «не существует элементарных этических норм». Однако некоторые проекты в области телевидения она всё-таки одобрила. Так, в первую очередь, это касается таких удачных сериалов как: «Мисс Марпл» (1984—1992) с Джоан Хиксон в роли мисс Марпл и «Пуаро Агаты Кристи» (1989—2013) с Дэвидом Суше в запоминающемся образе Эркюля Пуаро. В литературе отмечается, что дочь Кристи лично имела отношение к их созданию, что самым благоприятным образом сказалось на их популярности. В 1993 году Розалинда создала «Общество Агаты Кристи», главной функцией которой была охрана наследия писательницы. Главой организации стала её учредитель — Розалинда, а вице-председателями — Джоан Хиксон и Дэвид Суше. В начале 2000-х годов Розалинда и Мэтью передали Гринуэй с его садами «Британскому национальному фонду»; после реконструкции особняк был открыт для общественности в 2009 году. Состояние Розалинды в начале 2000-х годов оценивалось приблизительно в 600 000 000 фунтов стерлингов. После смерти Розалинды Agatha Christie Limited возглавлял её сын Мэтью, а позже внук — Джеймс Причард. Мэтью с благодарностью вспоминал роль матери в популяризации творчества Кристи, отмечая её «увлечённость, преданность и понимание»: «Неизменная популярность и успех книг Агаты Кристи в последние годы — во многом результат маминого упорного труда».